# نان گراهام
نان گراهام نامی برای نان سبوس دار است که از آموزه‌های اصلاح طلب معروف سلامتی سیلوستر گراهام الهام گرفته شده‌است.

## تاریخچه
نان گراهام از سیلوستر گراهام، اصلاح طلب قرن نوزدهمی الهام گرفته شده بود که استدلال می‌کرد رژیم گیاهخواری، با نانی که در خانه از آردی درشت آسیاب شده در خانه پخته می‌شد، بخشی از یک سبک زندگی سالم است که می‌تواند از بیماری جلوگیری کند.
در سال ۱۸۳۷، گراهام کتاب مشهور رساله در مورد نان و تهیه نان را منتشر کرد که شامل تاریخچه نان و نحوه تهیه نان گراهام بود. این کتاب در سال ۲۰۱۲ توسط انتشارات اندروز مک‌میل، به عنوان گزیده‌ای از مجموعه کتاب‌های آشپزی باستانی آمریکایی آن، تجدید چاپ شد.
مانند کراکر گراهام، نان گراهام سرشار از فیبر بود و از آرد گراهام عاری از مواد افزودنی شیمیایی که در آن زمان در نان سفید رایج بود مانند آلوم و کلر تهیه می‌شد. او استدلال کرد که این افزودنی‌های شیمیایی ناسالم هستند.: 25–26 